# Ain't Talkin' 'bout Love
"Ain't Talkin' 'Bout Love" em português: Não Estou Falando Sobre Amor é uma canção de Van Halen, de seu álbum de estréia homônimo de 1978. Quando Eddie Van Halen originalmente escreveu a canção um ano antes de o álbum foi lançado, ele não considerou boa o suficiente para mostrar a seus companheiros de banda. Esta música é também uma das poucas da "era David Lee Roth" que Sammy Hagar estava disposta a cantar no concerto quando ele se juntou a banda em meados da década de 80.
Segundo Greg Prato, da Allmusic: "Como as outras músicas no Van Halen, que tem uma prima, quase "punk" de ponta para isso, algo que não muitas outras bandas de rock tradicionais estavam fazendo no momento". Sobre a guitarra de Eddie, ele diz: "O solo também mostrou que Eddie não estava limitado a corridas de velocidade-demônios da guitarra."

## Notáveis covers
- Esta canção também foi coberto por outros artistas, tais como The Mighty Mighty Bosstones e Minutemen
- O Velvet Revolver tocou a canção durante a indução do Van Halen no Rock and Roll Hall of Fame em 2007.
- Paul Di'Anno cantou a canção no '80s Metal Tribute to Van Halen
- Billie Joe Armstrong tocou a canção em alguns de seus shows
- Pearl Jam tocou a canção em um show em 2010